# De wind der goden
De wind der goden (originele titel Le vent des Dieux) is een Franco-Belgische historische stripreeks, bestaande uit 16 delen, welke verschenen tussen 1985 en 2004. Het scenario is geschreven door Patrick Cothias en de tekeningen zijn van de hand van Phillipe Adamov en Thierry Gioux. Het verhaal speelt zich af in Japan in de tijd van de middeleeuwen. De zestien delen werden uitgegeven door Glénat Benelux. De eerste vijf delen zijn getekend door Phillipe Adamov, de delen daarna door Thierry Gioux. 

## Het verhaal
De serie start in het jaar 1280. De hoofdpersonen zijn Tchen Qin, een samoerai in dienst van de krijgsheer Oshigaka, zijn vriendin Pimiko, en de drie samoerai Kai, Toshi en Kozo. Tchen Qin krijgt vroeg in de serie opdracht van zijn meester om een groep opstandelingen te verslaan. Op zijn tocht beleeft hij een reeks avonturen die hem onder andere in het dodenrijk brengen. Hij verliest zijn geheugen en ontmoet de raadselachtige vrouw Mara. Tchen Qin krijgt met diverse tegenstanders te maken: Tijger, de gemaskerde opstandelingenleider en generaal Zwartkop. Zwartkop neemt Mara gevangen en vlucht naar China, achtervolgd door Tchen Qin en Kai. Hij ontmoet Kublai Khan en treedt bij hem in dienst.
De eerste vijf delen vormen een cyclus van verhalen over de opstand op het eiland Japanse eiland Sato. Vanaf deel zes vangt een tweede cyclus aan van drie delen. Deze tweede cyclus verhalen gaan over de verovering van Japan door de Mongolen. De laatste delen (9 tot 16) vormen een derde cyclus. Hierin reist Tchen Qin met Marco Polo door Zuidoost Azië en beleeft daar diverse avonturen.

## Homoseksualiteit
In de verhalen spelen homoseksualiteit en pederastie een opvallende rol. De held Chen Quin is hetero en zijn vrienden Kai en Toshi zijn homo's. In de middeleeuwen hielden de samurai er eenzelfde seksuele moraal op na als bij de oude Grieken. 

## Albums
| Nummer | Titel                        | Verschenen | Uitgeverij     |
| ------ | ---------------------------- | ---------- | -------------- |
| 1      | Maanbloed                    | 1985       | Glénat Benelux |
| 2      | De buik van de draak         | 1986       | Glénat Benelux |
| 3      | De vergeten man              | 1987       | Glénat Benelux |
| 4      | Konij-tijger                 | 1988       | Glénat Benelux |
| 5      | De zwerftocht van Mizu       | 1992       | Glénat Benelux |
| 6      | Het hemelse bevel            | 1992       | Glénat Benelux |
| 7      | Barbarij                     | 1993       | Glénat Benelux |
| 8      | Ti Fun                       | 1993       | Glénat Benelux |
| 9      | Cambaluc                     | 1994       | Glénat Benelux |
| 10     | De gherkek                   | 1995       | Glénat Benelux |
| 11     | Cogotaï                      | 1996       | Glénat Benelux |
| 12     | Het tweegevecht              | 1997       | Glénat Benelux |
| 13     | Koning van de wereld         | 1999       | Glénat Benelux |
| 14     | De verloren paradijzen       | 2001       | Glénat Benelux |
| 15     | De wonderbaarlijke reis      | 2002       | Glénat Benelux |
| 16     | De oude man van het gebergte | 2004       | Glénat Benelux |